# Гула Інна Йосипівна
Гула Інна Йосипівна  (9 травня 1940, Харків, УРСР, СРСР — 28 травня 1990, Москва, СРСР) — радянська акторка театру і кіно. Заслужена артистка РРФСР (1976).

## Біографія

### Творча кар'єра
Після закінчення школи вступила до студії при Центральному дитячому театрі. Навчалася в Театральному училищі ім. Щукіна в 1962–1964 роках.
У 1960 році дебютувала в кіно, виконавши головну роль Олі Рижкової у фільмі Василя Ординського «Хмари над Борськом». У 1961 році, у творчому дуеті з Юрієм Нікуліним, зіграла найзначнішу свою роль в фільмі Льва Куліджанова «Коли дерева були великими» (у 1962 році картина брала участь в основному конкурсному показі Каннського кінофестивалю). Грала у фільмах провідних радянських режисерів — В. Ординського, Г. Натансона, А. Ефроса, М. Швейцера, С. Шустера.
Служила в московському Театрі юного глядача. У 1966—1990 рр. — актриса Театру-студії кіноактора.
Акторська гра Інни відрізнялася високим психологізмом і глибоким зануренням в образ персонажу.
|  | (Талант) Інни, який був її важким тягарем і ярмом, поневолював і мучив її та її близьких. Вона поширювала занепокоєння і дискомфорт, що потім виявився в сімейній драмі Інни і Гени Шпаликова. Якась у ній була «чорна діра», яку з першого погляду не вгадаєш. Було щось оманливе в її привабливій зовнішності, бездонних виразних очах. У роботі Інна була нещадна до себе, не боялася бути некрасивою, морщила ніс і волочила ноги. |

### Приватне життя
Дочка Дарина Шпаликова народилася 19 березня 1963 року в Москві.
У 1974 році повісився її чоловік Геннадій Шпаликов, а через 16 років, в 1990 році, покінчила життя самогубством і сама Інна. Обставини її смерті досі достеменно невідомі. За однією з версій, актриса страждала від незатребуваності в кіно, за іншою — причиною стало передозування снодійного.
Пішла з життя 28 травня 1990 року в Москві. Похована на Домодєдовському кладовищі в Підмосков'ї (ділянка 38).

## Фільмографія
| Рік  | Назва                       | Роль                         | Країна | Примітки |
| ---- | --------------------------- | ---------------------------- | ------ | -------- |
| 1960 | «Хмари над Борськом»        | Оля Рижкова                  |        |          |
| 1960 | «Шумний день»               | Марьяна                      |        |          |
| 1961 | «Коли дерева були великими» | Наталя                       |        |          |
| 1962 | «Велика дорога»             | Шура, дружина Гашека         |        |          |
| 1964 | «П'ята тополя»              |                              |        |          |
| 1965 | «Часе, вперед!»             | Шура Солдатова               |        |          |
| 1966 | «Довге щасливе життя»       | Олена (Лена)                 |        |          |
| 1969 | «Фронт за околицею»         | Анна (короткометражний)      |        |          |
| 1971 | «Якщо ти чоловік...»        | Маша                         |        |          |
| 1971 | «Пристань на тому березі»   | Маруся                       |        |          |
| 1975 | «Втеча містера Мак-Кінлі»   | секретарка                   |        |          |
| 1977 | «Ходіння по муках»          | Єлизавета Київна Расторгуєва |        |          |
| 1979 | «Маленькі трагедії»         | Цариця ночі                  |        |          |
| 1984 | «Мертві душі»               | епізод                       |        |          |
| 1987 | «Крейцерова соната»         | епізод, дама з лорнетом      |        |          |

## Пам'ять
- 1994 — У російському документальному телепроєкті (рос.)«Чтобы помнили» одна з серій присвячена актрисі: (рос.)«Инна Гулая. Фильм 1».